# Irena Hajnsek

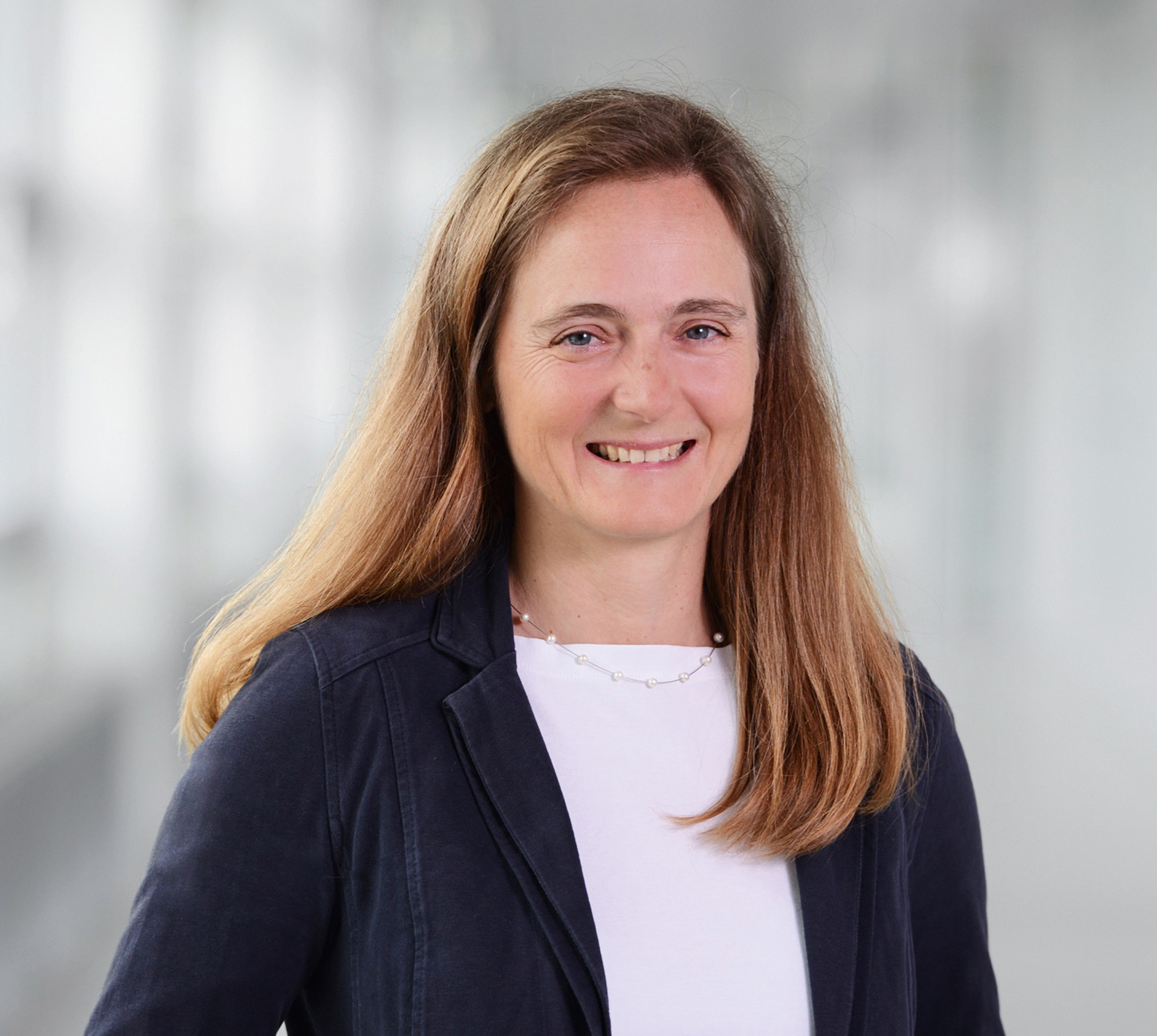
Irena Hajnšek (2020)

Irena Hajnšek (* 22. April 1970 in Ljubljana, Jugoslawien, heute Slowenien) ist eine deutsche Geographin und Hochschullehrerin. Sie ist Professorin für Erdbeobachtung und Fernerkundung an der ETH Zürich.

## Leben und Wirken
Irena Hajnsek schloss 1996 das Studium an der Freien Universität Berlin mit einem Diplom in Geografie ab. Ab 1996 war sie beim Deutschen Zentrum für Raum- und Luftfahrt (DLR) im Institut für Hochfrequenztechnik und Radarsysteme in Oberpfaffenhofen in der Forschung tätig. 2001 promovierte sie an der Friedrich-Schiller-Universität Jena mit der Arbeit Inversion of surface parameters from polarimetric SAR (Auszeichnung summa cum laude). Ab 2002 war sie Leiterin der Forschungsgruppe polarimetrische SAR-Interferometrie am DLR. Sie ist seit 2010 wissenschaftliche Koordinatorin der Satelliten-Mission TanDEM-X unter der Oberleitung von Alberto Moreira.
An der ETH Zürich hält Hajnsek seit November 2009 den Lehrstuhl für Erdbeobachtung und Fernerkundung am Institut für Umweltingenieurwissenschaften.  
Ihr Forschungsinteresse liegt in der Anwendung von Satellitenradardaten, insbesondere der Ausbreitung und Rückstreueigenschaften von elektromagnetischen Wellen, der Radarpolarimetrie, der Entwicklung von Techniken zur Prozessierung von interferometrischen SAR-Daten sowie der Modellierung von geo- und biophysikalischen Parametern.

## Auszeichnungen
- 2014: IEEE Fellow for contribution to synthetic aperture radar imaging using airborne sensors and satellite missions[7]
- 2012: IEEE W.R.G Baker Paper Award
- 2008: Best Conference Paper Award EUSAR in Friedrichshafen
- 2008: IEEE Transactions GRS Prize Paper Award
- 2003: Deutsches Zentrum für Luft- und Raumfahrt (DLR): Wissenschaftspreis des Jahres.[5]

## Veröffentlichungen
- Hajnsek, Irena. Deutsche Nationalbibliothek.
- Hajnsek Irena Research Collection, ETH Zürich.